# 希爾德雷思 (加利福尼亞州)
希爾德雷思（英語：Hildreth）是位於美國加利福尼亞州馬德拉縣的一個非建制地區。該地的面積和人口皆未知。

## 地理
希爾德雷思的座標為37°06′32″N 119°37′59″W / 37.10889°N 119.63306°W，而該地的平均海拔高度為380米（即1247英尺）。